# トラスト (バンド)

トラスト（英語：Trust）は、フランスのハードロックバンドであり、1977年にパリで結成され、1980年代初頭に人気を博す。
彼らは、1980年の曲「Antisocial」が特に広く知られ、アイアン・メイデンなどのNWOBHMの代表的なグループをはじめ、AC/DC、アンスラックスなどとも共演する。AC/DCを彷彿とさせるブルージーな演奏と、パンク・シーンの影響を受けたベルナール・ボンヴォワザンの力強い歌唱と、政治や社会批判を幅広く盛り込んだ歌詞の強みがバンドのオリジナリティの源泉となっている。

## 経歴

### 黎明期 (1977–1979)
トラストは、1977年にナンテール出身の歌手、ベルナール・ボンヴォワザン（Bernard Bonvoisin/愛称ベルニー）とレ・ミュロー出身のギタリスト、ノルベール・クリエフ（Norbert Krief/愛称ノノ）を中心に結成される。レイモン・マナ（ベーシスト）とジャン＝エミール・アネラ (Jean-Emile Hanela/愛称ジャノ)（ドラマー）がオリジナルメンバーとして加わる。
現在閲覧可能な複数の記述によれば、パリのクラブ、ゴルフ・ドゥルオで1977年9月9日、10日にギャング の前座を務めたことによる演奏が最初のトラストの正式な活動であるとされる。
ベルニーとマナは、オランピア劇場で舞台大道具職員として共に勤務しており、彼らのリハーサルも同劇場で行っていた。マルク・バリエール（後のローズボンボンのジェネラルマネージャー）とジャッキー "ブフィ" プールプルは、1977年12月4日にビジュのデビューライブをオランピアで企画し、当時無名であったトラストを多くの観客に披露すべく、前座としての起用を検討していた。
「イレテテュヌフォワ "Il était une fois"」のリーダーで作詞家のセルジュ・クーレンは、当時のパテ・マルコニのアーティスティック・ディレクターであったローラン＝ティエリ・ミエグにグループを強く推薦し、1977年10月に同レーベルと契約した。この時点ではベルナール・ボンヴォワザン、レイモン・マナ、マルク・バリエール（マネージャーとして）の名義で契約。
AC/DCの「Love at First Feel」のフランス語カバーである「Prends pas ton flingue / Paris By Night」は、1978年1月にグループの最初のシングルとしてリリースされた。このシングルは、ローリング・ストーンズがアルバム「Some Girls」の制作を行ったことで知られるパテ・マルコニ スタジオで録音され、トラストはこの機会にAC/DCのボーカリスト、ボン・スコットと親睦を深めることになる
。しかし、レーベルは明確にテレフォンを優先する意思表示をし、トラストのシングルに於けるプロモーションはままならなかった。AC/DCの計らいにより、トラストはこの後の多大なキーパーソンとなる人物を含む観客の前で豪州バンド陣の前座を務め、パテからCBSへと移籍した。
1979年5月。CBSから同名アルバム（またの名をL'Élite）をリリースした。ロンドンで録音されたその歌詞は、ラジオ局やフランスの一部の都市でしばしば検閲の対象となる。初年度だけで100万枚以上が売れ、レーベルの予想を大幅に上回った。注目のパフォーミングと、フランス全土を巡るツアーにより売上は拡大し、多くの会場を満員にした。その名声はヨーロッパに広がり、1980年には「L'Élite」の楽曲がイングランドで「キラーワッツ」のコンピレーションアルバムに収録され、英国のロックチャートで1位を獲得する。マナはマネージャーの役職に就き、ベースはイヴ・ブルスコ（Yves Brusco/愛称ヴィヴィ）が引き継ぐ。1980年1月12日、バンドは8,000人の観客を前に、パヴィヨン・ド・パリで記念すべきライブを行う。

### 全盛期（1979-1982年）
1980年2月、トラストは再びロンドンに滞在し、次作アルバム「Répression」の制作に取り組んでいた。バンドと共に多くの時間を過ごしていたボン・スコットは、バーニーの歌詞を英訳していたが、彼は泥酔の末に悲劇的な死を遂げる。その後、ボンの訳詞は発見されず、AC/DCのマネージャー、ピーター・メンシュによって押収されたとベルニーは語る。最終的に、緊急の状況下でジミー・パーシー（シャム69）が「Répression」の英語バージョンに取り組むこととなった。同時に、バンドのドラマーであるジャノが脱退し、アルバムを手がけたサウンドエンジニア、デニス・ワインリッチの助言で、ニコ・マクブレインが後任として加入した。
ファーストアルバムはバンドの象徴的な楽曲である「Antisocial」の鼓舞により、爆発的なヒットにつながる。ジャック・メスリーヌの引用を含む曲「Le Mitard」は、かつてのフランス民衆の最大の敵にオマージュを送ったとして、多くの批判が寄せられる。1981年2月、トラストはアイアンメイデンの前座として英国で20ほどのコンサートを行い、リーズでモーターヘッドの前座を務めた後、5月にはフランスのバンドとしては当時希少であるヘッドライナーとしてツアーを行った。1980年8月29日、レディング・フェスティバルのトップアクトとして演奏し、4万5,000人の聴衆から歓声を浴びる。しかし、次の演奏を控えていたギランの事務所との間でトラブルが発生し、同マネージメントはアンコールを作為的に妨害しようと、セットリストの最終曲でPAを切るように要求した。1981年には映画『ヘビーメタル』のサウンドトラックに「Préfabriqués」の英語バージョンである「Prefabricated」を提供した。